# Linda semiatra
Linda semiatra là một loài bọ cánh cứng trong họ Cerambycidae.